# George Snell
George Davis Snell (ur. 19 grudnia 1903 w Bradford, Massachusetts, zm. 6 czerwca 1996 Bar Harbor, Maine) – amerykański genetyk oraz pionierski immunolog zajmujący się transplantacjami.

## Życiorys
George Snell urodził się w Bradford, w stanie Massachusetts, jako najmłodsze dziecko z trójki rodzeństwa. Nauki pobierał w szkołach w Brookline a następnie uczęszczał do Dartmouth College w Hanover, gdzie kontynuował swoją pasję do matematyki i nauki, skupiając się na genetyce. W 1926 roku odebrał swój licencjat na Dartmouth College.
Z rekomendacji Johna Gerould, profesora genetyki na Dartmouth, Snell wykonał pracę kończącą studia na Harvardzie z Williamem E. Castle, pierwszym amerykańskim biologiem, który szukał Praw Mendla u ssaków. Snell uzyskał tytuł doktora na Harvardzie w 1930. W swojej rozprawie doktorskiej zajmował się badaniem sprzężeń genetycznych u myszy.
Następnie Snell spędził dwa lata na praktykach postdoktoranckich na University of Texas z Hermannem Josephem Mullerem, który był pionierem w dziedzinie genetyki radiacyjnej (on również zdobył Nagrodę Nobla). Snell wraz z Mullerem badał genetyczne efekty promieniowania rentgenowskiego na myszach.
Te doświadczenia „przekonały mnie, że badania były moją prawdziwą miłością”, jak napisał Snell w swojej autobiografii. „Jeśli miałem zajmować się nauką, genetyka myszy była oczywistym wyborem, a Laboratorium Jacksona, założone w 1929 przez Dr. Clarence Cook Little'a, jednego z wcześniejszych studentów Castle, niemal nieuniknionym wyborem, jeśli chodzi o miejsce pracy”. Laboratorium Jacksona było i nadal jest światową mekką dla genetyków zajmujących się myszami.
W 1935 Snell zasilił kadry wspomnianego laboratorium w Bar Harbor na malowniczej wyspie Mount Desert Island u wybrzeża Maine i pozostał tam do końca swej długiej kariery.
Ojciec Snella pracował jako sekretarz w lokalnym oddziale YMCA. Wynalazł urządzenie do zwijania cewek indukcyjnych dla silników łodzi motorowych.
W Bar Harbor Snell poznał Rhodę Carson i ożenił się z nią. Razem mieli trzech synów: Thomasa, Roya i Petera. W wolnym czasie Snell jeździł na nartach, natomiast podczas pobytu w Dartmouth jego pasją stał się tenis.
W 1988 napisał istotną książkę pt. Search for a Rational Ethic na temat natury etyki i reguł, według których żyjemy. Publikacja ta zawiera etykę bazującą na ewolucji w odniesieniu do biologicznych realiów, która wg Snella miała mieć zastosowanie dla wszystkich istot ludzkich.
Snell zmarł w Bar Harbor, w stanie Maine, 6 czerwca 1996.

## Osiągnięcia naukowe
W 1980 George Snell został laureatem Nagrody Nobla w dziedzinie fizjologii i medycyny wraz z Barujem Benacerrafem oraz Jeanem Daussetem za odkrycie genów głównego układu zgodności tkankowej (MHC). Snell został wyróżniony w szczególności za „odkrycie czynników genetycznych, które determinują możliwość przeszczepiania tkanek jednego osobnika innemu. To właśnie Snell wprowadził koncepcję antygenów H” (link).
Jego prace nad myszami doprowadziły do odkrycia HLA (ludzkich antygenów leukocytarnych), głównego układu zgodności tkankowej u ludzi (oraz wszystkich kręgowców), homologicznego do układu H-2, występującego u myszy. Poznanie tych kluczowych genów umożliwiło dalsze sukcesy w przeszczepianiu tkanek i organów.